# Ана Обрегон
Ана Обрегон (ісп. Ana Victoria García Obregón; 18 березня 1955, Мадрид, Іспанія) — іспанська акторка. Закінчила Мадридський університет (спеціальність — біологія).

## Вибіркова фільмографія
- Куба (1979)
- Радісне життя (1987)